# 卡霍夫卡线
卡霍夫卡线（原称11号线、11A号线，羅馬化：Kakhovskaya liniya）原为莫斯科地铁中的一段支线，地图中以青绿色线为标识。卡霍夫卡线全长3.3公里，全线共有3個站，被合併前是莫斯科最短的地铁线。大環線第一期開通前為11號線，开通后至被合并前改為11A号线，為了被合併入大環線作準備。

## 历史
11號線原本屬於2號線於1969年建築的汽車廠站經卡希拉站到卡霍夫卡站的延伸段，由於1984年末建成的卡希拉站至核桃區2號線支線沿線發展急速，計劃在新支線完工後就關閉卡希拉至卡霍夫卡一段，直至這一段獲得更好的擴充後才重開，亦即是自2018年起逐步落成啓用的大環綫。但在新支線啟用當天新建隧道滲水，迫使當局關閉新支線而重開卡霍夫卡段。在汽車廠工人的訴求下，即使1985年新支線重開後也沒有停止往卡霍夫卡的列車服務，但同年核桃站再向南伸延到賈布里沃區的赤卫队站，進一步增加了新支線段的客量，1995年當局完成將卡希拉站改建成兩組並排島式月台，配合卡霍夫卡段從2號線分拆出來成為11號線，於本站提供同方向跨月台換乘。

## 未来发展
卡霍夫卡线的3個站將會合并入莫斯科地铁新建的大環线（11號线）第二期工程，預計在2022年落成通車，為此卡霍夫卡線各站於2019年先後臨時停用以方便施工直至11號線和11A線合併為止。

## 車站列表
全線都位於莫斯科市內。
| 中文站名 | 俄文站名 | 英文站名 | 接續路線                                  | 所在地     |
| -------- | -------- | -------- | ----------------------------------------- | ---------- |
| 卡希拉   |          |          | 莫斯科河畔线（跨月台轉車）                | 南行政區   |
| 華沙     |          |          |                                           | 南行政區   |
| 卡霍夫卡 |          |          | 谢尔普霍夫-季米里亚泽夫线（塞瓦斯托波爾） | 西南行政區 |

## 外部連結
- （俄文）莫斯科地鐵官方網頁——卡霍夫卡线